# Vincas Mykolaitis-Putinas
 (novembre 2024).
Vincas Mykolaitis, connu sous le pseudonyme de Poutinas ("Viburnum" en lituanien), un écrivain, poète et traducteur lituanien, né le 6 janvier 1893 et mort le 7 juin 1967.
Il a reçu le titre d'écrivain du peuple de la RSS de Lituanie en 1963. Il était également prêtre catholique, mais renonça à son sacerdoce en 1935.

## Biographie

### Enfance et formation
En 1909, Mykolaitis rejoint le séminaire des prêtres de Sejny et après quelques années, il publie son premier poème. En 1915, il est ordonné prêtre à Minsk, mais il remet en question sa mission de prêtre. Plus tard, il poursuit ses études à l'Académie théologique catholique romaine de Saint-Pétersbourg. Là bas, il publie son premier recueil de poèmes en 1917. Après Saint-Pétersbourg, Mykolaitis poursuit ses études à l'Université de Fribourg, en Suisse, et obtient un doctorat en 1922en soutenant une thèse sur l'esthétique des oeuvres Vladimir Solovyov. 

### Carrière
Après des études en Europe occidentale, il retourne en Lituanie, où il enseigne à l'Université de Lituanie. Pendant son séjour en France, il commença à travailler sur son roman le plus célèbre "Altorių šešėly (lt)" ( À l'ombre des autels ). C'est un roman psychologique avec un aspect autobiographique divisé en trois parties publié en 1933 .Il a provoqué un scandale en Lituanie car il décrivait un prêtre qui rentre au séminaire et qui au fil du livre commence a douter. Pour finir par renoncer à sa vocation.
En 1935, Mykolaïtis renonça à son sacerdoce du fait de l'incompatibilité entre sa vie personnelle et le métier de prêtre. Puis en 1940, il commence à travailler à l'Université de Vilnius, où il devient professeur et membre de l'Académie lituanienne des sciences et directeur de l'Institut de littérature lituanienne.
Parmi ses autres œuvres notables il y a le roman "Sukilėliai "(Rebelles ; inachevé) et "Tarp dviejų aušrų "(Entre deux aubes).

## Hommage
Dans son village natal de Pilotiškės, il y a un musée dédié à sa vie dans la maison où il est né.
En 2002, un musée dédié à Vincas Mykolaitis a été ouvert au gymnasium Rygiškių Jonas à Marijampolė.